# Sărulești (Călărași)
Pour les articles homonymes, voir Sărulești.
Sărulești est une commune du județ de Călărași en Roumanie.